# Poșta Moldovei

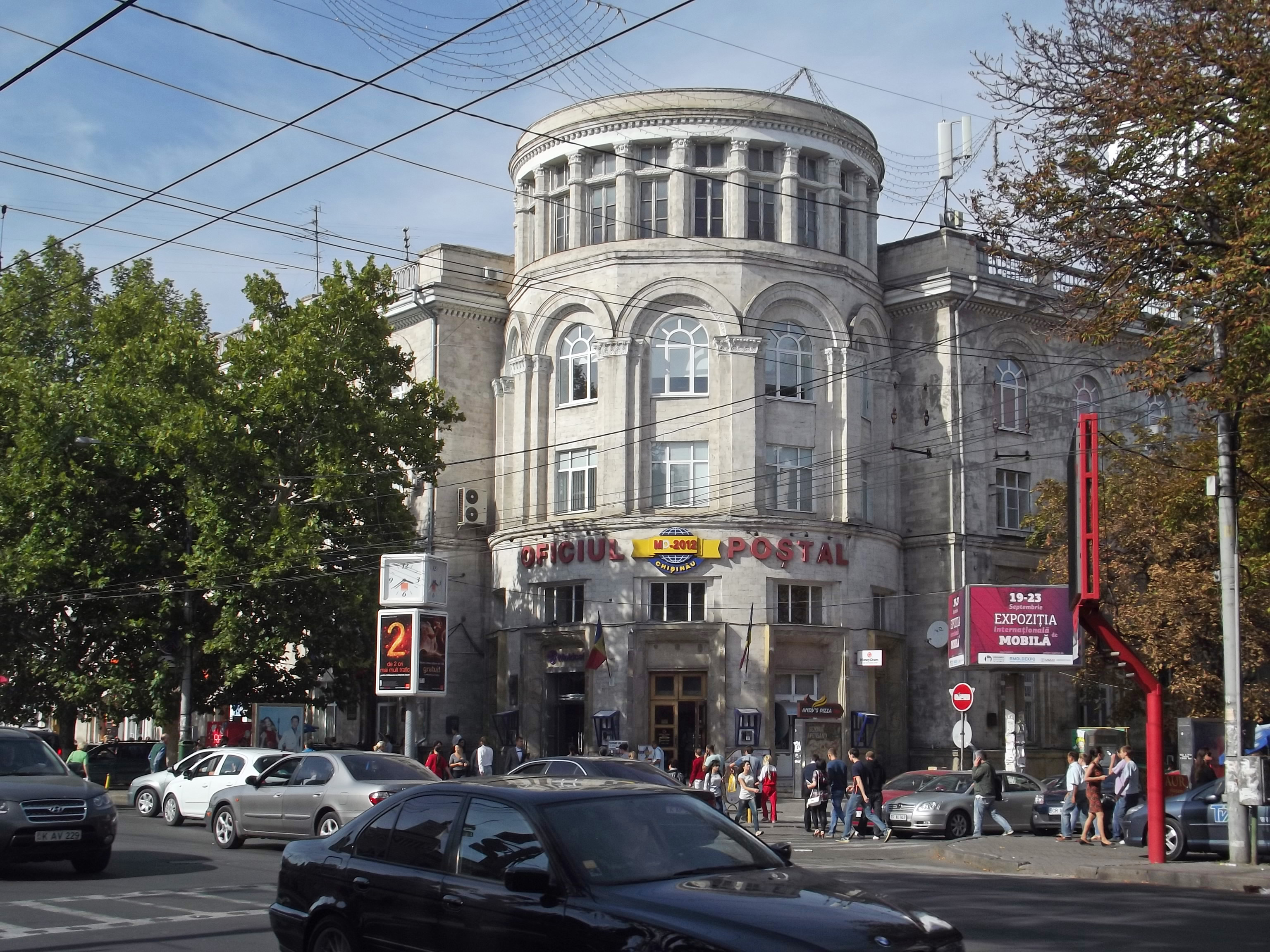
Sediul central

Poșta Moldovei, cu statutul de Întreprindere de Stat, apare ca urmare a procesului de reorganizare a instituțiilor de stat în Republica Moldova după Declarația de Suveranitate din 23 iunie 1990 și Proclamarea Independenței din 27 august 1991. La 29 ianuarie 1993 Ministrul Informaticii, Informației și Telecomunicațiilor al Republicii Moldova, Ion Casian emite un ordin cu privire la reorganizarea întreprinderilor de informatică și teecomunicații în întreprinderi de stat Poșta Moldovei și Moldtelecom.

## Istoria
Poșta Moldovei este fondată la 1 aprilie 1993, ca rezultat al divizării sectorului comunicațiilor poștale de cel al telecomunicațiilor. Din iunie 2005, Poșta Moldovei este sub direcția Ministerului tehnologiilor informaționale și comunicațiilor.
Prima emisiune de mărci poștale a fost lansată la 23 iunie 1991 prin seria "Prima aniversare de la proclamarea suveranității Republicii Moldova".
Din februarie 1996, Poșta Moldovei a început să furnizeze serviciul de poștă rapidă EMS Moldova.
Din ianuarie 2007, „Poșta Moldovei” s-a alăturat cooperativei Telematice.
Din decembrie 2004, compania utilizează sistemul informațional „Automatizarea locului de muncă al operatorului poștal”, care permite lucrătorilor poștali să lucreze online cu serverul central al „Poșta Moldovei”.

## Caracteristici
Poșta Moldovei realizează una din cele mai dense rețele naționale din Europa.